# Atlantis (film 1991)
Atlantis è un documentario  del 1991 diretto da Luc Besson.

## Trama
La pellicola mostra filmati di varia fauna marina, col sottofondo di una colonna sonora musicale e senza commenti e spiegazioni.

## Produzione
Ad eccezione dell'ultima inquadratura del film, l'intero documentario si svolge sott'acqua, con solo i titoli e la musica di Éric Serra al di là delle immagini.